# Mikaela Fabricius-Bjerre
Mikaela Fia Fabricius-Bjerre (* 17. Dezember 1969 in Turku als Mikaela Lindh; † 13. Februar 2023) war eine finnische Dressurreiterin.

## Leben
Lindh übersiedelte 2001 nach Dänemark, wo sie und ihr Mann das Trainingsgestüt Sølyst Dressage betrieben.
Mikaela Fabricius-Bjerre nahm 2011 und 2012 am Weltcupfinale teil. Bei den Olympischen Sommerspielen 2012 in London belegte sie im Dressurreiten-Einzel den 30. Platz. Zudem nahm sie am Nations Cup in den Jahren 2013, 2016, 2017, 2018 und 2019 teil.
Mikaela Fabricius-Bjerre starb am 13. Februar 2023 im Alter von 53 Jahren an den Folgen einer Krebserkrankung.

## Familie
Mikaela Fabricius-Bjerre war mit Poul Fabricius-Bjerre verheiratet, dem Sohn des Pianisten Bent Fabricius-Bjerre.